# 布萊斯代爾 (密蘇里州)
布萊斯代爾（英語：Blythedale）是位於美國密蘇里州哈里森縣的村。

## 人口
根據2020年美國人口普查的數據，布萊斯代爾的面積為0.80平方千米，皆為陸地。當地共有人口211人，而人口密度為每平方千米264人。